# Santiago de Cali
Santiago de Cali (eller bare Cali) er en by i den vestlige del af Colombia, der med et indbyggertal (pr. 2005) på cirka 2.068.000 er landets tredjestørste by. 
Byen blev grundlagt i 1536, og er en af landets vigtigste industri- og handelsbyer.
3°25′N 76°32′V / 3.417°N 76.533°V
- Wikimedia Commons har flere filer relateret til Santiago de Cali